# Президентские выборы в Хорватии (2024—2025)
Президентские выборы в Хорватии прошли 29 декабря 2024 года. Второй тур состолся 12 января 2025 года. Победу одержал действующий президент страны Зоран Миланович.

## Предыстория
20 ноября 2024 года премьер-министр Андрей Пленкович заявил, что президентские выборы пройдут 29 декабря, что было одобрено парламентом 21 ноября.

## Система голосования
Президент Хорватии избирается тайным голосованием на срок длительностью 5 лет с возможностью переизбрания. Конституция Республики Хорватия гласит, что президентские выборы должны проводиться не раньше 60 дней и не позже 30 дней до окончания полномочий действующего президента. Абсолютное большинство голосов означает победу в первом туре. Если не один кандидат не набирает нужное количество голосов для победы, второй тур проводится через 14 дней с двумя кандидатами, набравшими наибольшее количество голосов.

## Кандидаты
| Кандидат | Кандидат | Кандидат        | Партия       | Ремарки | Подтверждение участия                                                             |
| -------- | -------- | --------------- | ------------ | --- | --------------------------------------------------------------------------------- |
|          |          | Миро Буль       | Мост         | Действующий мэр Синя. Анонсировал своё участие 8 октября 2024. | Собрал достаточное количество подписей к 6 декабря.                               |
|          |          | Томислав Йонич  | Независимый  | Юрист, публицист. Член Хорватской партии права. | Собрал достаточное количество подписей к 10 декабря.                              |
|          |          | Ивана Кекин     | Мы можем!    | Выдвигается как левый кандидат. Анонсировала своё участие 10 сентября 2024. | Собрала достаточное для выдвижения 18,000 подписей в свою поддержку к 10 декабря. |
|          |          | Бранка Лозо     | DOMiNO       | Профессор в Загребском университете. Выдвигается как правый кандидат. Анонсировала своё участие 28 сентября 2024. | Собрала достаточное количество подписей к 10 декабря.                             |
|          |          | Зоран Миланович | Беспартийный | Действующий президент Хорватии (с 2020). Несмотря на формальную независимость, был поддержан крупнейшей оппозиционной партией социал-демократов и девятью другими партиями левого крыла. Бывший премьер-министр (2011-2016). Анонсировал своё выдвижение 26 июня 2024.                                            | Собрал достаточное для выдвижения 45,833 подписей в свою поддержку к 3 декабря.   |
|          |          | Драган Приморац | Беспартийный | Несмотря на формальную независимость, поддержан Хорватском демократическим содружеством и поддержан шестью другими партиями центристского и правого крыла. Бывший министр образования, науки и спорта (2003-2009), кандидат на президентский пост на выборах 2009 года. Анонсировал своё выдвижение 30 июля 2024. | Собрал достаточное для выдвижения 109,505 подписей к 4 декабря.                   |
|          |          | Мария Селак     | Беспартийный | Выдвигается как консерватор, популист и антикоррупционер. Анонсировала своё участие 22 июля 2024. | Собрала необходимое количество подписей к 9 декабря.                              |
|          |          | Нико Токич      | Беспартийный | Бизнесмен. Анонсировал своё участие 2 августа 2024. | Собрал достаточное для выдвижения 11,800 подписей к 9 декабря.                    |

## Результаты
| Кандидат                            | Партия                                               | 1-й тур   | 1-й тур | 2-й тур   | 2-й тур |
| Кандидат                            | Партия                                               | Голоса    | %       | Голоса    | %       |
| ----------------------------------- | ---------------------------------------------------- | --------- | ------- | --------- | ------- |
| Зоран Миланович                     | Независимый (Социал-Демократическая партия)          | 797 938   | 49,09   | 1 222 859 | 76,26   |
| Драган Приморац                     | Независимый (Хорватское демократическое содружество) | 314 663   | 19,35   | 380 752   | 23,74   |
| Мария Селак                         | Независимая                                          | 150 435   | 9,25    |           |         |
| Ивана Кекин                         | Мы можем!                                            | 144 533   | 8,89    |           |         |
| Томислав Йонич                      | Независимый (Хорватская партия права)                | 82 787    | 5,09    |           |         |
| Миро Буль                           | Мост                                                 | 62 127    | 3,82    |           |         |
| Бранка Лозо                         | Родина и национальное объединение                    | 39 321    | 2,41    |           |         |
| Нико Токич                          | Независимый                                          | 14 409    | 0,88    |           |         |
| Действительных голосов              | Действительных голосов                               | 1 606 213 | 98,82   | 1 503 611 | 96,33   |
| Недействительных/пустых бюллетеней  | Недействительных/пустых бюллетеней                   | 19 245    | 1,18    | 57 209    | 3,67    |
| Всего                               | Всего                                                | 1 625 458 | 100     | 1 561 223 | 100     |
| Зарегистрированных избирателей/Явка | Зарегистрированных избирателей/Явка                  | 3 531 065 | 46,03   | 3 533 441 | 44,18   |
| Источник: izbori.hr; izbori.hr      |                                                      |           |         |           |         |